# Lenny White

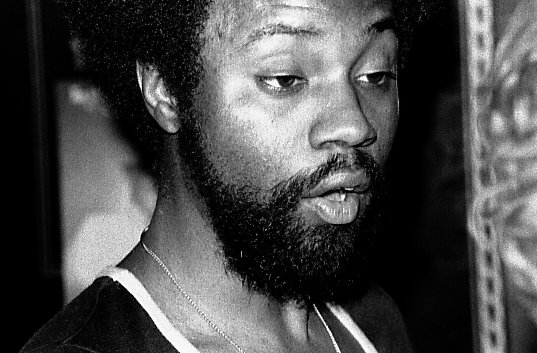
Foto tomada en 1977 en El Mocambo Tavern ("The El Mo"), de Toronto.

Lenny White (Leonard White III: n. Nueva York, 19 de diciembre de 1949) es un baterista de jazz conocido sobre todo por su trabajo con el grupo Return to Forever, de Chick Corea.
Es autodidacto, y zurdo que toca como un diestro. Comenzó su carrera en los grupos locales, y tocó con regularidad con Jackie McLean a finales de los años 60. 
En 1969, tocó con Miles Davis en la grabación Bitches Brew. 
En 1970 tocó con Freddie Hubbard en la grabación de Red Clay, antes de incorporarse al Return to Forever de Chick Corea. 
En 1972, trabajó con el grupo Azteca, de los hermanos Coke y Pete Escovedo. 
Durante cinco años, grabó una serie de álbumes con Return to Forever.
Más recientemente, Lenny White se reunió con Chick Corea, Stanley Clarke y Al Di Meola para formar de nuevo Return to Forever, que después, sin Al Di Meola, contaría con Jean-Luc Ponty y Frank Gambale.

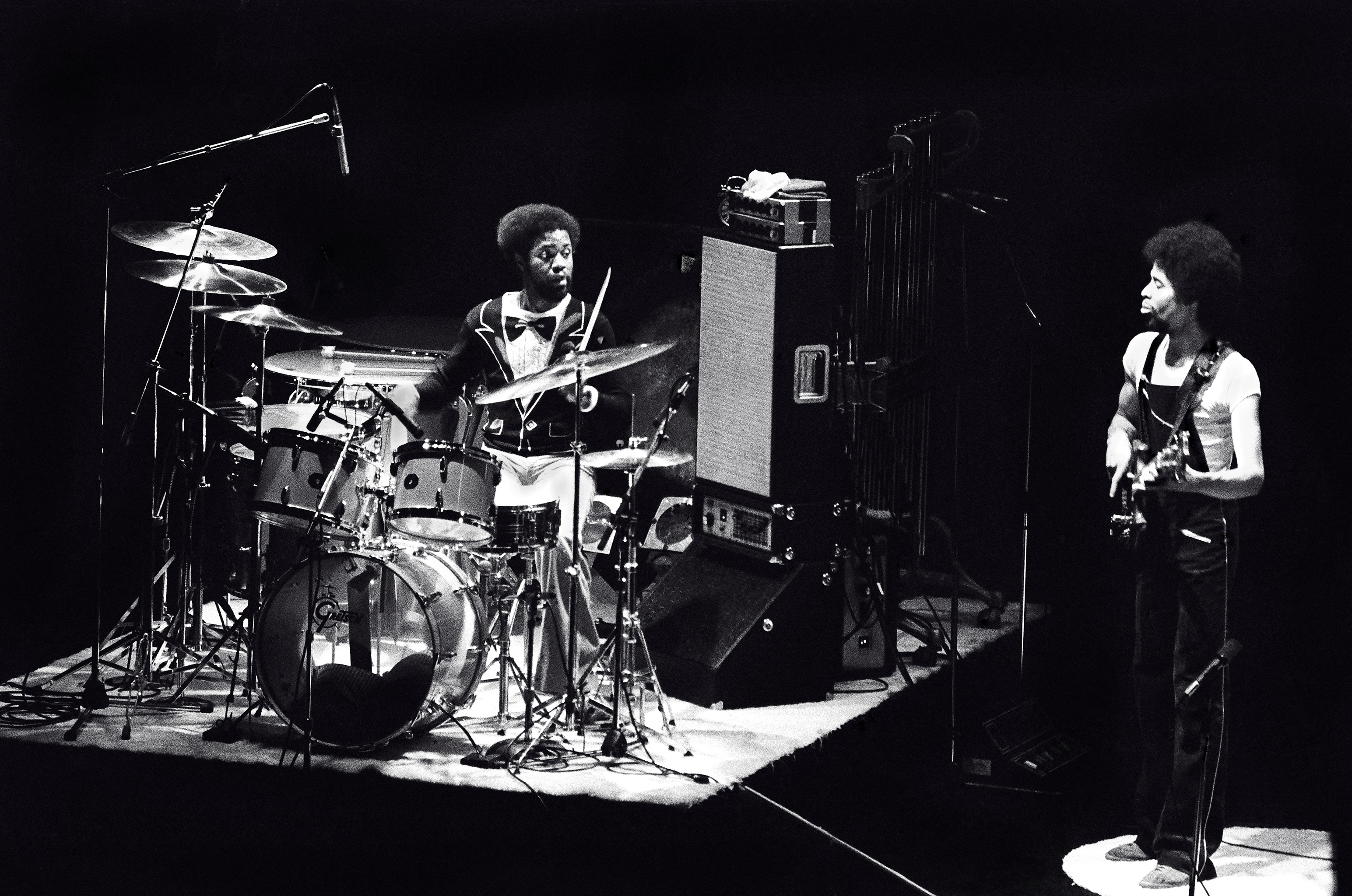
Con Stanley Clarke en Rochester. 1976.

## Discografía

### A su nombre
- 1975: Venusian Summer (Nemperor)
- 1976: Big City (Nemperor)
- 1977: The Adventures of Astral Pirates (Elektra)
- 1978: Streamline (Elektra)
- 1979: Best of Friends (Elektra)
- 1980: 29 (Elektra)
- 1983: Attitude (Wounded Bird)
- 1983: In Clinic (DCI)
- 1995: Present Tense (Hip Bop/Koch)
- 1996: Renderers of Spirit (Hip Bop Essence)
- 1999: Edge (Hip Bop Essence)
- 2002: Collection (Hip Bop)
- 2004: Tribute to Earth, Wind, and Fire (Trauma)

### Como acompañante
- 1969: Miles Davis: Bitches Brew (Columbia)
- 1969: Andrew Hill: Passing Ships (Blue Note); publicado en el 2003
- 1970: Freddie Hubbard: Red Clay (Columbia)
- 1973: Stanley Clarke: Children of Forever (Polydor)
- 1973: Return to Forever: Hymn of the Seventh Galaxy(Polydor)
- 1974: Return to Forever: Where Have I Known You Before(Polydor)
- 1975: Return to Forever: No Mystery (Polydor)
- 1976: Return to Forever: Romantic Warrior (Columbia)
- 1976: Gato Barbieri, ¡Caliente! A&M records (Emi-Odeon)
- 1976: Jaco Pastorius: Jaco Pastorius (Epic/Legacy)
- 1976: Al Di Meola: Land of the Midnight Sun (Columbia)
- 1977: Al Di Meola: Elegant Gypsy (Columbia)